# Noordequatoriale stroom
De noordequatoriale stroom is de benaming voor twee zeestromen, namelijk de Pacifische Noordequatoriale stroom in de Stille Oceaan en de Atlantische Noordequatoriale stroom in de Atlantische Oceaan. Ze voeren westwaarts, tussen ongeveer 10° en 20° noorderbreedte. Het is in beide gevallen de zuidelijke kant van een met de klok mee draaiende subtropische gyre.
In de Stille Oceaan is de noordequatoriale stroom een voortzetting van de Californische stroom. In de Atlantische Oceaan is het een voortzetting van de Canarische stroom en sluit daar uiteindelijk weer aan bij de Golfstroom.
De noordequatoriale stroom is in beide oceanen gescheiden van de equatoriale circulatie door de noordequatoriale tegenstroom, die oostwaarts stroomt. De oppervlaktestroming ter hoogte van de evenaar is in beide oceanen onderdeel van de zuidequatoriale stroom.